# Syslog
Syslog je standard pro záznam programových zpráv. Umožňuje oddělit:
- software generující zprávy,
- systém pro ukládání těchto zpráv,
- software, jenž poskytuje reporty a analýzy zpráv.

Syslog může sloužit ICT systémovému managementu a bezpečnostnímu auditu jako zdroj informací pro analýzu anebo ladění systému i pro integraci logovaných dat mnoha různých systémů.
Zprávy se odkazují na zařízení:
- auth
- authpriv
- daemon
- cron
- ftp
- lpr
- kern
- mail
- news
- syslog
- user
- uucp
- local0
- local7

a jsou jim přiřazeny priority / úrovně:
- Emergency
- Alert
- Critical
- Error
- Warning
- Notice
- Info
- Debug

Syslog je standardizován podle IETF (Syslog pracovní skupina).

## Protokol
Syslog je protokol typu klient/server: logovací aplikace pošle textovou zprávu na syslog přijímač. Přijímač se obvykle nazývá syslogd, syslog daemon nebo syslog server. Syslog zprávy mohou být poslány přes User Datagram Protocol (UDP) nebo přes Transmission Control Protocol (TCP). Poslaná data jsou v otevřeném textu, ačkoliv mimo syslog protokol může být použit SSL wrapper pro zajištění šifrovací vrstvy skrze SSL/TLS. Syslog používá číslo portu 514.
Původní specifikace v RFC 3164 nespecifikovala mnoho vlastností protokolu, jako například maximální velikost zprávy a kódování znaků textové zprávy. RFC 5424 pak přidala mnoho detailů. Mezi ně patří například, že implementace musí podporovat minimální velikost zprávy o 480 oktetů a měly by podporovat 2048 oktetů. Zprávy by také měly být kódovány v UTF-8.